# Ronald Eguino
Ronald Eguino Segovia (Cochabamba, 20 de fevereiro de 1988) é um futebolista profissional boliviano que atua como defensor, atualmente defende o Bolivar.

## Carreira
Ronald Eguino se profissionalizou no Real Potosí.

## Seleção
Ronald Eguino integrou a Seleção Boliviana de Futebol na Copa América de 2015.

## Títulos
Potosí
- Bolivian First Division (1): 2007

Bolívar
- Bolivian First Division (2): 2011, 2013